# 百道2号緑道
百道2号緑道（ももちにごうりょくどう）は 福岡県福岡市早良区百道浜一丁目及び三丁目にある福岡市が管理する緑道。百道浜と地行浜とを合わせたシーサイドももちは、中央区地行及び早良区百道の地先の博多港（博多湾）において、1981年10月に埋立免許を得て実施された公有水面の埋立整備事業に伴い、その前面に埋立地として新たに出現した土地であり、インフラストラクチャーの整備や土地利用が計画的に実施されたため、都市公園としての緑道についても、百道1号緑道などと合わせて計画当初から歩行者動線ネットワークを形成するように配置されている。

## 法的な位置付け
百道2号緑道は、都市計画法に基づく緑地として、福岡市により都市計画の決定が行われ、都市公園法に基づく緑地として1987年（昭和62年）に開園した。同法においてこの緑道は、災害時における避難路の確保、都市生活の安全性及び快適性の確保等を図ることを目的として、近隣住区等を連絡するように設けられる植樹帯及び歩行者路又は自転車路を主体とする緑地で、10から20メートルの幅員を標準として、各施設等を相互に結ぶよう配置することとされている。

## 区域、規模等
百道2号緑道は、車道である福岡市道2785号線、2787号線及び2788号線（幹線二級市町村道）によって、西より順に、百道浜一丁目902番10及び901番47並びに百道浜三丁目901番48及び901番22の4区間に分断されているが、これらの道路が幹線道路ではない区画道路であり、この周辺の街区について車両の最高速度が時速30キロメートルに規制される「ゾーン30」が定められていることもあって、緑道の安全性、連続性、一体性などが保たれている。
また、百道2号緑道の東端が、福岡市道西新通線（幹線二級市町村道）及び樋井川を跨いで、地行中央公園に繋がる「ふれあい橋」と一体化しており、この橋梁が2層構造の歩行者専用橋として造られることにより、歩車分離が図られている。

緑道の写真
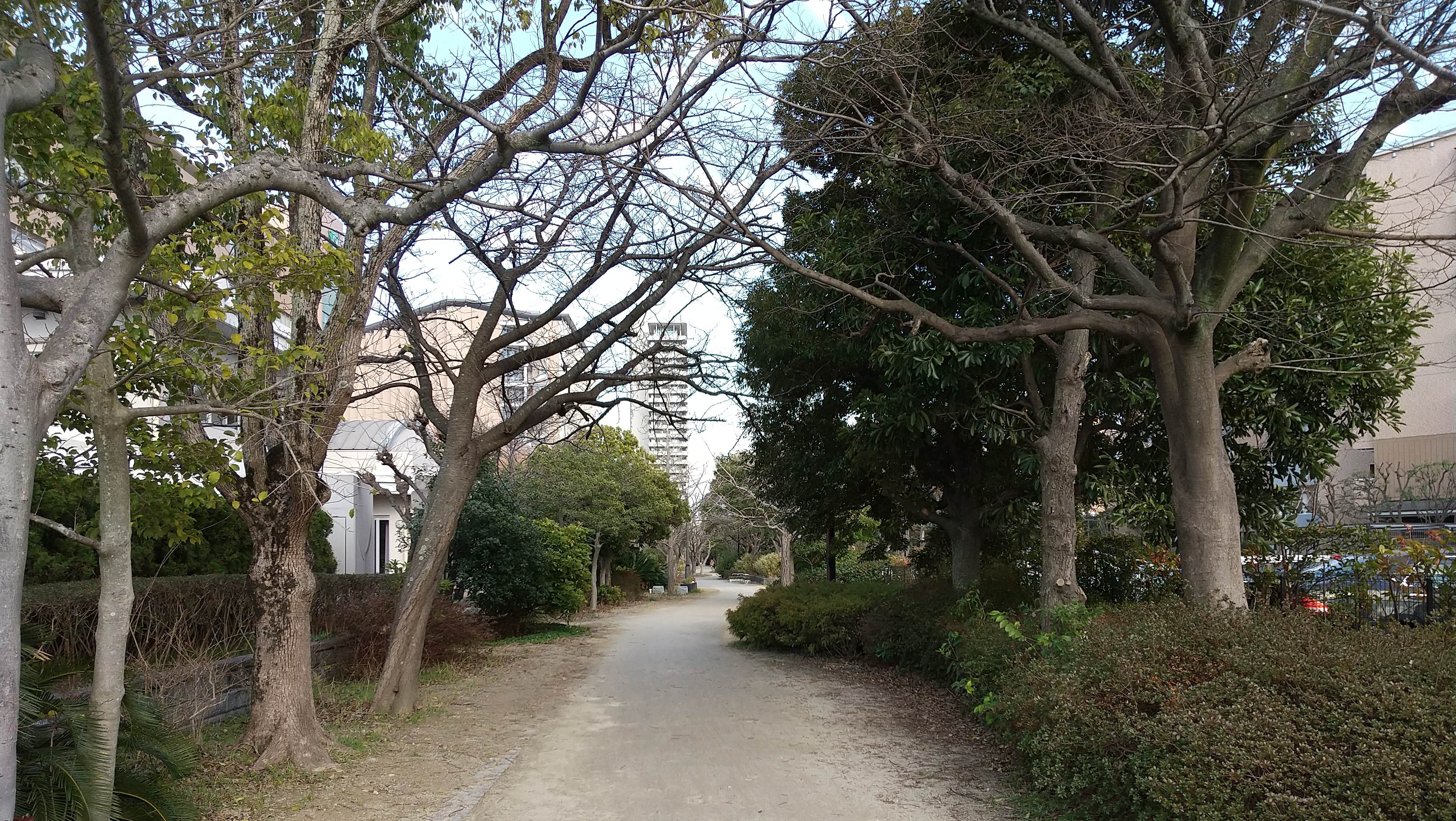
地行百道線より東の眺望
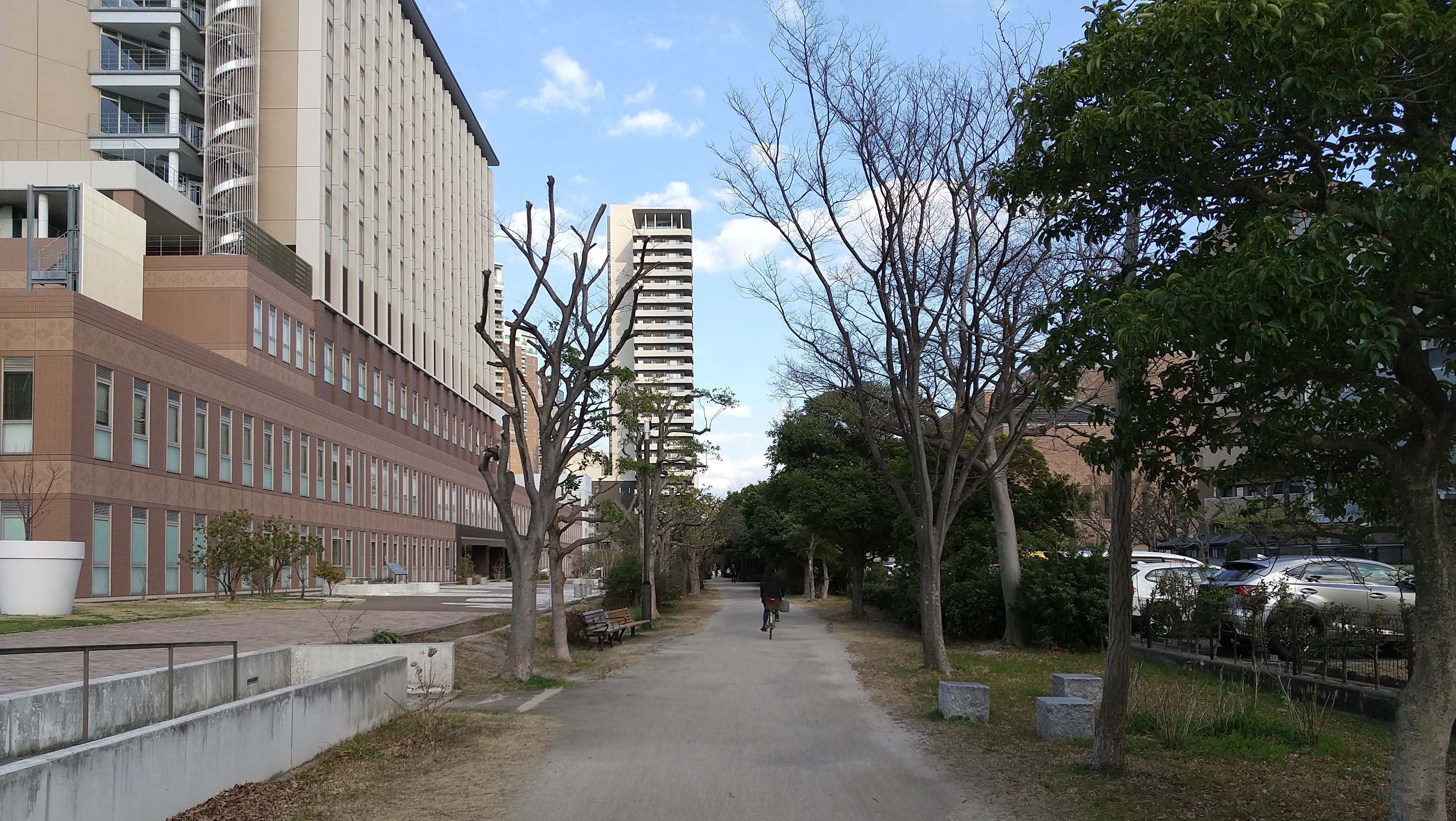
山王病院附近より東の眺望
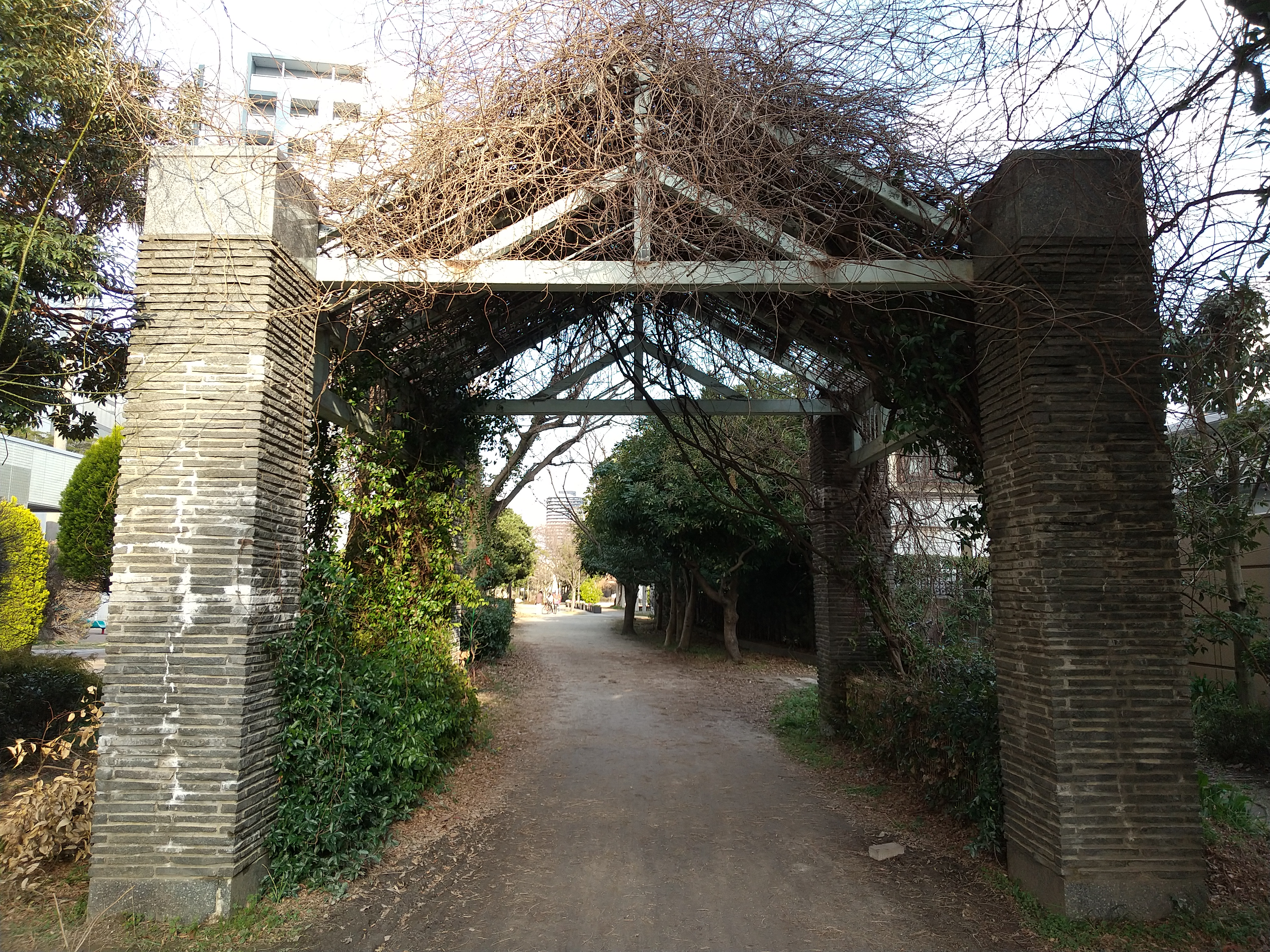
パーゴラ
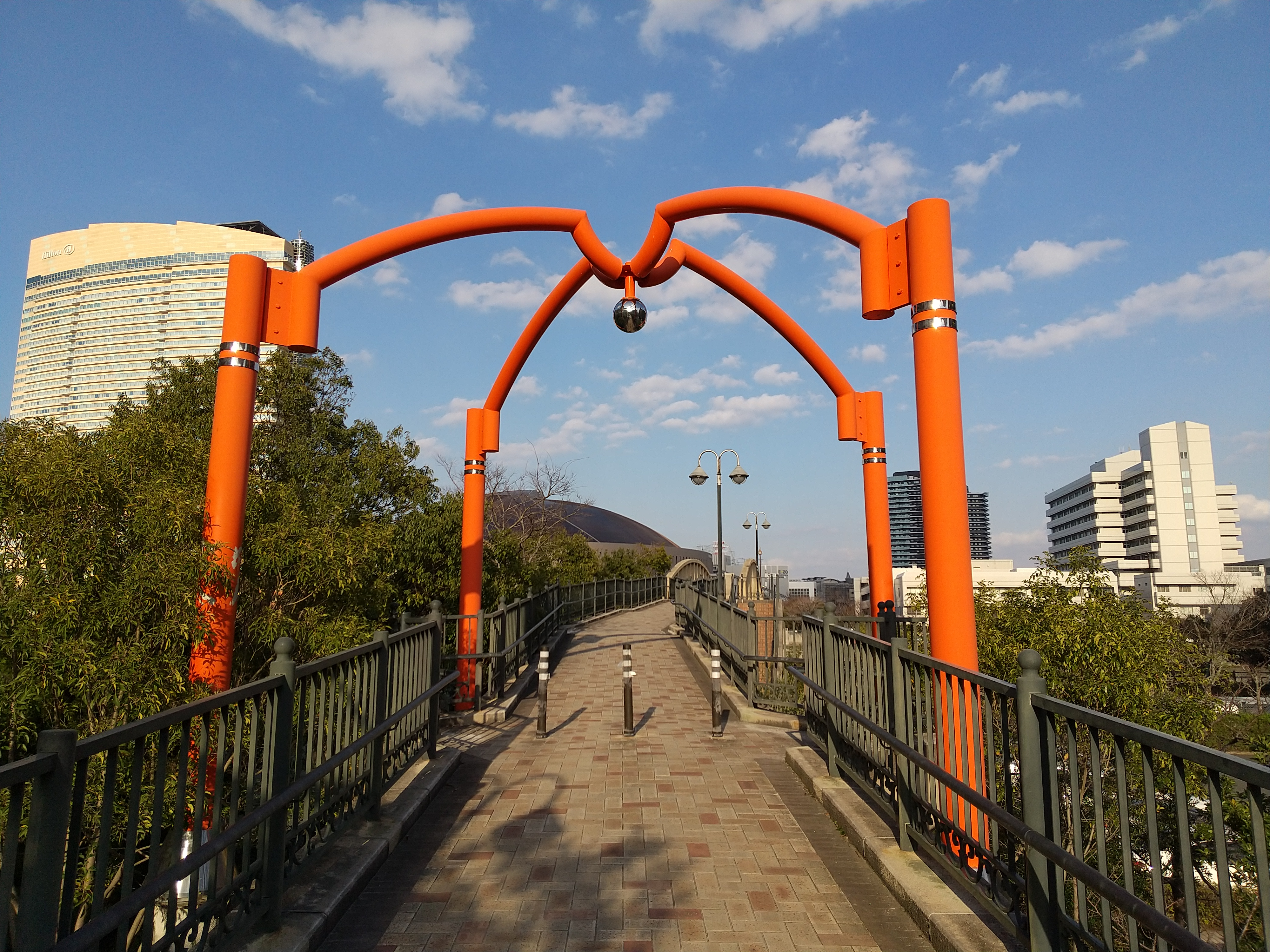
「ふれあい橋」への傾斜路

## 設備
緑道内の設備は次の通り。
- 園路広場
- 彫刻（バリー・フラナガン作：ミラー・ニジンスキー Mirror Nijinski[注釈 5]）

## 接続、近接する主な施設
- 「ふれあい橋」（2層構造歩行者専用橋、樋井川上）
- 福岡市医師会館・福岡市急患診療センター[注釈 6]
- 福岡市立ももち福祉プラザ[注釈 7]
- 百道浜東公園[注釈 8]
- エアロギャラリー「デューン」[注釈 9]
- 福岡市博物館
- 福岡市総合図書館
- 九州大学産学官連携イノベーションプラザ
- 福岡システムLSI総合開発センター
- 福岡山王病院
- 国際医療福祉大学福岡キャンパス[注釈 10]
- 百道浜中公園[注釈 11]
- 百道中央公園[注釈 12]
- 百道浜公民館[注釈 13]
- 早良警察署百道浜交番[注釈 14]
- 百道浜1号緑地[注釈 15]
- 百道浜郵便局[注釈 16]

## 交通
主な公共交通機関としては、福岡市交通局が運営する地下鉄の福岡市地下鉄空港線が地区の南方に通っており、次の駅がある。
- 西新駅（距離は道程で約1.1～2.1キロメートル）
- 藤崎駅（距離は道程で約1.0～1.7キロメートル）

また、バスについては、西日本鉄道株式会社が運営する西鉄バスが近くを運行しており、周辺に停留所が多い。